# Loxilobus insidiosus
Loxilobus insidiosus är en insektsart som först beskrevs av Bolívar, I. 1887.  Loxilobus insidiosus ingår i släktet Loxilobus och familjen torngräshoppor. Inga underarter finns listade i Catalogue of Life.